# Mòrfia de Melitene
Mòrfia de Melitene, o Morphia, Moraphia (m. 1 d'octubre de 1126 o 1127) va ser la regna consort de Balduí II, noble croat, comtessa d'Edessa i reina de Jerusalem.
Era filla d'un noble armeni anomenat Gabriel (o Khoril, en Idioma armeni), governador de la ciutat de Melitene, amb la seva esposa la filla del príncep Constantí I d'Armènia. Malgrat ser ètnicament armènia, la família seguia a l'Església Ortodoxa Grega.
Melitene era un territori veí del Comtat d'Edesa, i en poc temps Gabriel es va fer vassall d'aquest estat croat. El llavors comte Balduí II d'Edessa va consolidar la seva posició política al seu territori en casar-se amb Mòrfia el 1101. Gabriel, va donar un dot de 50.000 besants d'or.
D'aquestes noces van néixer fills, en concret quatre filles: 
- Melisenda (1101-1161), casada el 1129 amb Folc V d'Anjou.
- Alícia (vers 1110), casada en 1126 amb Bohemon II d'Antioquia.
- Hodierna, casada en 1131 amb Raimon II de Trípoli.
- Ioveta, va prendre l'hàbit de monja a Betània.

Quan Balduí va ascendir al tron de Jerusalem el 1118, Mòrfia i les seves filles van romandre en Edessa. Però després de la victòria musulmana en la batalla d'Ager Sanguinis ln 1119, el rei va tornar al comtat del nord per assegurar el control del territori. En tornar a la ciutat Santa a l'any següent, va portar a la seva família i Mòrfia va ser coronada reina. Quan el rei va ser fet presoner mentre patrullava les fronteres d'Edessa el 1123, Mòrfia va tornar al nord per ajudar a assegurar el seu alliberament, oferint a la seva filla Ioveta com a ostatge. Sense hereus homes, Balduí va designar a Melisenda com la seva hereva, i la va casar amb Folc V d'Anjou.
És probable que Mòrfia hagi estat almenys parcialment responsable per les influències culturals gregues i armènies que van sorgir en el Regne Llatí. L'art de l'època, com el Saltiri de Melisenda de Jerusalem, revela sovint una mescla d'estils orientals i occidentals, revelant que els croats es van començar a acostumar a la cultura local. Segons el saltiri de Melisenda, Mòrfia va morir l'1 d'octubre, però l'any és una incògnita: probablement 1126, però tal vegada 1127. Va ser sepultada en una abadia als voltants de Jerusalem.